# Petrus Verriet
Petrus Joannes Hubertus Verriet O.P. (Venray, 4 november 1880 – Curaçao, 10 maart 1948) was een Nederlands geestelijke van de Rooms-Katholieke Kerk.
Verriet trad in in de orde der dominicanen; zijn priesterwijding vond plaats op 13 augustus 1905. 
Op 13 november 1931 werd Verriet benoemd tot apostolisch vicaris van Curaçao en titulair bisschop van Eleutherna. Zijn bisschopswijding vond plaats op 6 januari 1932 in de Sint-Petrus' Bandenkerk in Venray. 
Verriet vervulde het ambt van vicaris tot zijn dood in 1948.

## Bisschopsstaf
De bisschopsstaf van Verriet was een geschenk van de Venrayse parochiegemeenschap. Na Verriets overlijden stond de staf jarenlang in een vitrine van de Sint-Petrus' Bandenkerk. Op 8 december 2018 is deze staf in bruikleen gegeven aan de op deze dag geïnstalleerde bisschop van Roermond Harrie Smeets, die voor zijn benoeming jarenlang pastoor-deken van Venray was. De staf is in 2018 voorzien van het nieuwe wapen van Smeets.